# Marchais-Beton
Marchais-Beton är en kommun i departementet Yonne i regionen Bourgogne-Franche-Comté i norra Frankrike. Kommunen ligger i kantonen Charny som tillhör arrondissementet Auxerre. År 2018 hade Marchais-Beton 124 invånare.

## Befolkningsutveckling
Antalet invånare i kommunen Marchais-Beton
| Referens: INSEE |